# Сен-Сорнен (Алье)
Сен-Сорне́н (фр. Saint-Sornin) — коммуна во Франции, находится в регионе Овернь. Департамент коммуны — Алье. Входит в состав кантона Ле-Монте. Округ коммуны — Мулен.
Код INSEE коммуны — 03260.

## Население
Население коммуны на 2008 год составляло 220 человек.
| 1962 | 1968 | 1975 | 1982 | 1990 | 1999 | 2008 |
| ---- | ---- | ---- | ---- | ---- | ---- | ---- |
| 334  | 372  | 333  | 282  | 210  | 225  | 220  |

## Экономика
В 2007 году среди 137 человек в трудоспособном возрасте (15—64 лет) 101 были экономически активными, 36 — неактивными (показатель активности — 73,7 %, в 1999 году было 69,4 %). Из 101 активных работали 89 человек (53 мужчины и 36 женщин), безработных было 12 (5 мужчин и 7 женщин). Среди 36 неактивных 11 человек были учениками или студентами, 13 — пенсионерами, 12 были неактивными по другим причинам.

## Достопримечательности
- Церковь Сен-Сатюрнен (XIV и XIX века)
- Замок Монбийон (XVII—XIX века)
- Мемориальная стела
- Пруд Гут